# Attilio Lombard
Attilio Giuseppe Lombard (pron. fr. AFI: [lɔ̃baʁ]) (Nus, 7 giugno 1944) è un ex fondista italiano.

## Biografia
Nato nel 1944 a Nus, in Valle d'Aosta, è zio materno di Xavier Chevrier, fondista di corsa in montagna campione d'Europa a Kamnik 2017.
A 27 anni ha partecipato ai Giochi olimpici di Sapporo 1972, chiudendo 36º nella 30 km con il tempo di 1h45'03"72 e 22º nella 50 km in 2h51'39"65.
Ai campionati italiani ha vinto 1 argento nella 50 km nel 1969 e 1 bronzo nella 15 km nel 1970.